# James E. Broome

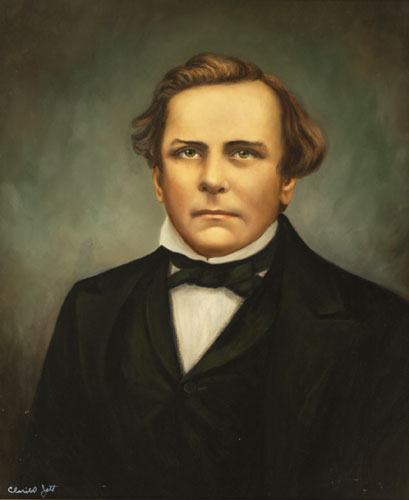
James E. Broome

James Emilius Broome (* 15. Oktober 1808 in Hamburg, Aiken County, South Carolina; † 23. November 1883 in DeLand, Florida) war ein US-amerikanischer Politiker und von 1853 bis 1857 der 3. Gouverneur des Bundesstaates Florida.

## Frühe Jahre
Über Broomes frühe Jahre geben die Quellen kaum Auskunft. Sicher ist, dass er im Jahr 1837 nach Tallahassee im Florida-Territorium zog. Dort wurde er bald einer der größten Plantagenbesitzer Floridas. Zwischen 1843 und 1848 war er als Richter am Nachlassgericht im Leon County tätig.

## Gouverneur von Florida
Für die 1853 anstehenden Gouverneurswahlen wurde Broome von der Demokratischen Partei zum Kandidaten bestimmt und anschließend auch gewählt. Seine vierjährige Amtszeit begann am 3. Oktober 1853 und endete am 5. Oktober 1857. In dieser Zeit wurde Florida in den Gegensatz zwischen den Nord- und Südstaaten hineingezogen. Gouverneur Broome war ein Verfechter der Rechte der Einzelstaaten gegenüber der Bundesregierung. Das und sein persönlicher Status als reicher Plantagenbesitzer waren die Gründe für seine Unterstützung der Sezessionsbewegung. Innenpolitisch wurde er dafür bekannt, dass er gegen viele Gesetzesvorlagen des Repräsentantenhauses von Florida sein Veto einlegte. Unter anderem stoppte er auch eine Vorlage zur Abschaffung des Obersten Gerichtshofes des Landes.

## Weiterer Lebenslauf
Entsprechend den Vorgaben der Staatsverfassung konnte Broome nach Ablauf seiner Amtszeit nicht direkt wiedergewählt werden. Daher musste er 1857 aus dem Amt ausscheiden. Zwischen 1860 und 1864 wurde er Mitglied des Senats von Florida. Ein Jahr später, nach dem Ende des Bürgerkriegs, zog er sich aus der Politik zurück. Er entschloss sich nach New York City umzuziehen und seinen Lebensabend dort zu verbringen. James Broome starb im November 1883, als er seinen Sohn in Florida besuchte. Er war fünfmal verheiratet und hatte insgesamt drei Kinder.